# Франсіс Пікабіа
Франсіс (Франсуа) Марі Мартинес-Пікабіа (22 січня 1879 — 30 листопада 1953) — відомий французький художник, працювавший у стилях імпресіонізму, абстракціонізму, сюрреалізму, ілюстратор, декоратор, член міжнародного руху «Дада». Автор віршів «П'ятдесят два дзеркала» (1917 рік).

## Життєпис

### Молодість
Франсіс народився у сім'ї іспанського аристократа. Талант художника у нього проникувся досить рано. Вже у 1894 році, колі Франсісу було лише 15 років, його батько направив одну з картин Франсіса у Салон французьких художників. Вона була прийнята та відмічена призом. У 1895 році Франсіс Пікабіа поступає до Школи прикладного мистецтва. Він відвідує Лувр, Академію Ембра, бере також приватні уроки.
У ранніх роботах Пікабіа помітний вплив Барбізонської школи, але вже у 1897 Пікабіа знайомиться з роботами А.Сіслея. Він приєднується для нової на той час мистецької течії — імпресіонізму. Знайомство з К.Піссаро стало початок насиченої праці. В цей час Пікабіа створює декілька сотень картин. Усі вони були представлені у 1905 році на першій персональній виставці у Парижі.

### Подальше життя і творчість
Новий період у творчості Франсіса Пікабіа пов'язаний зі змінами в особистому житті. У 1908 році він одружується з Габріель Бюффе. Франсіс зацікавився теорією Габріель, згідно з якою емоційне сприйняття пов'язувалося із формальною структурою. Пошук нових засобів художнього вираження привело Пікабіа до абстракціонізму, зокрема кубізму. Перші його картини в цьому напрямку — «Каучук», «Пейзаж» (1909 рік), «Регата» (1911 рік). Разом з М.Дюшаном входить до групи Пюто й на виставці «Золоте січення» (112 рік) представляє картину «Танок у джерела», де намагається домогтися синтезу людських фігур та ландшафту за допомогою об'єму та кольору.
У 1913 році Пікабіа бере участь у «Арморі-шоу» у Нью-Йорку. Тут він мав величезний успіх. Франсіс дає багато інтерв'ю, виступає з публічними лекціями. а також пише низку аковрелей — «Нью-Йорк», «Негритянська пісня», картину «Удні» (розмір 300Х300 см).
Більшість картин художника у 1910-1920-х роках відображала популярні у Західній Європі ідеї «орфізма». Машини, які увійшли у життя й побут, елементи інженерних схем, наділені людськими якостями та почуттями, заповнюють усі твори Пікабіа — «Ось донька, яка була народжена без матері», 1916—1917 роки, «Оборежно: пофарбовано», 1917—1919 роки.
З початком Першої Світової війни Франсіса Пікабіа було мобілізовано та спрямовано з дорученням на Кубу. На цьому шляху він майже на рік затримався у Нью-Йорку, де працював у аванградному журналі Е.Штигліца «291».
З 1916 року Франсіс живе у Барселоні, де відкриває для себе рух дадаїстів. Під його впливом Пікабіа пише картини «Серпантин» та «Volucelle-II», видає журнал «391», в якому друкує вірші, ессе. графіку. В цей час з картин Пікабіа зникає м'які фарби та відтінки, всі більше стає сірих, корічневих з жовтими, червоними та зеленими тонами. У квітні 1920 року пройшла виставка його картин та малюнків, але Пікабіа не вдалося отримати визнання.
Тоді він пориває з дадаїзмом, водночас цікавиться нових рухом — сюрреалізмом. Під його впливом створює низку цікавих робіт, окрема «Жінка з парасолькою», 1924—1925 роки. При цьому Пікабіа працює над пейзажними портретами чарівних та вульгарних «ню» («Сюзі Солідол», 1933 рік). Водночас Пікабіа займається оформленням декорації для шведського балету «Відпочинок» та бере участь у зьомках фільму «Антракт» Р.Клера. Всі ці творчі пошуки Ф.Пікабіа надали йому міжнародного визнання.
У період Другої Світової війни Пікабіа намагається відродити свій ранній імпресіонізм у пейзажному живопису. З 1945 році він закінчує подорожувати по всьому світу й оселяється у Парижі. Відбуваються його ретроспективні виставки в галереях Рене (1946 рік) та Друе (1949 рік).
З 1951 року Ф.Пікабіа практично не займається живописом.